# Robert Lee
Robert Lee (en chino: 李振辉, nacido el 16 de diciembre de 1948), es un cantante y músico de Hong Kong, hermano menor del reconocido artista marcial Bruce Lee.

## Biografía
Robert Lee, es hijo de Lee Hoi-chuen (李海泉), un famoso actor y cantante de ópera chino que tuvo éxito en la década de los años 1940 y su madre es Grace Ho (何爱瑜), de ascendencia chino-alemana. Robert también es padre de Clarence Lee Ka Ho.
Fundó una banda de ritmo popular en su natal Hong Kong llamada The Thunderbirds. Su banda fue muy conocida en su país natal como también en Macao, pues era similar a otras agrupaciones de su país como Danny Díaz & The Checkmates, Zoundcrakers, Anders Nelson & The Inspiration, D'Topnotes y Teddy Robin & The Playboys. En 1966, también fundó otra banda musical que lo llevó al éxito en Hong Kong. Si bien la mayor parte de sus temas musicales fueron cantadas en inglés. También cantó a dúo con Irene Ryder.
Más adelante se trasladó a Los Ángeles en los Estados Unidos y se quedó a vivir junto con su hermano mayor Bruce. Después de la muerte de Bruce Lee, Robert lanzó un álbum dedicado a él titulado "The Ballad of Bruce Lee". Con el cual le rindió un homenaje en su memoria.

## Discografía

### Sencillos
- Ballad Of Bruce Lee - Sunrise 906 - 1974 (Estados Unidos)
- Irene Ryder & Robert Lee - Baby baby / You put me down - HK Columbia CHK-1028 - 196?

### EP
- The Thunderbirds & The Nautics - ECHK 513 - 196?

### Álbum
- Ballad Of Bruce Lee - Sunrise LP-R905 - 1974 (Estados Unidos)

### Compilados
- Various Artists: Uncle Ray's Choice - Baby Baby - Irene Ryder & Robert Lee (1968)- EMI - 2003